# Карамана (река)
Карамана (малаял. കരമനയാര്‍) — река в штате Керала, Индия.
Длина реки — 68 км. Истоки реки находятся в Западных Гатах, на склонах горы Агастьямалай, далее Карамана протекает в западном направлении, где впадает в Лаккадивское море в районе Ковалама. Большая часть русла расположена на территории одноимённого реке района города Тривандрам.
На реке расположены две дамбы — у деревни Арувиккара и в заповеднике Пеппара.